# ATP8B3
ATP8B3‏ (ATPase phospholipid transporting 8B3) هوَ بروتين يُشَفر بواسطة جين ATP8B3 في الإنسان.